# Distant Early Warning
Distant Early Warning är en låt av det kanadensiska progressive rock-bandet Rush. Låten släpptes som singel och återfinns på albumet Grace Under Pressure, släppt den 12 april 1984.
"Distant Early Warning" spelades 526 gånger live av Rush. Bandet spelade låten även på sin sista konsert, den 1 augusti 2015.